# Stagfock

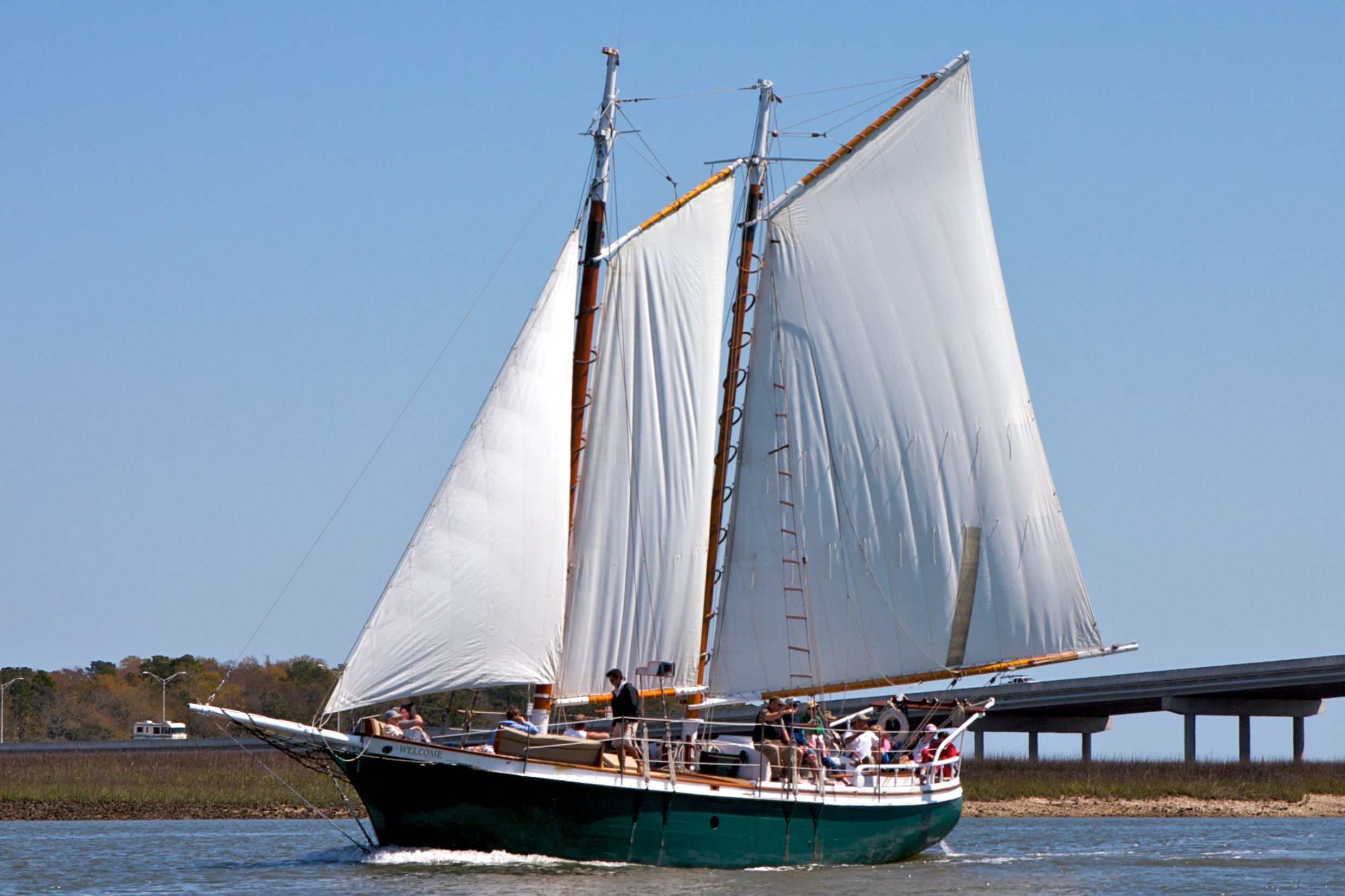
Skonare med stagfock, fock och storsegel satta.

En stagfock är det försegel som sitter på förstaget mellan stäven och undermasten, på fartyg som har en fockmast med både stagfock och ett annat huvudsegel. Detta är vanligt främst på slätskonare och toppsegelskonare (se skonert). Huvudseglet är vanligen ett gaffelsegel som sitter på akterkanten av fockmasten (den förliga masten). I råsegelriggar är focken ett råsegel, men då stagfocken skulle hamna i lä bakom detta förs sällan stagfock (men nog stagsegel på stag längre förut).
På enmastade båtar (och båtar med stormasten främst) kallas stagfocken fock, då namnet inte behövs för något annat segel.